# 5e étape du Tour d'Espagne 2014
La 5e étape du Tour d'Espagne 2014 s'est déroulée le mercredi 27 août 2014 entre les villes de Priego de Córdoba et Ronda sur une distance de 180 km.

## Résultats

### Classement de l'étape
|    | Coureur           | Pays      | Équipe              |    | Temps           |
| -- | ----------------- | --------- | ------------------- | -- | --------------- |
| 1  | John Degenkolb    | Allemagne | Giant-Shimano       | en | 4 h 41 min 47 s |
| 2  | Nacer Bouhanni    | France    | FDJ.fr              |    | m.t             |
| 3  | Moreno Hofland    | Pays-Bas  | Belkin              |    | m.t             |
| 4  | Jasper Stuyven    | Belgique  | Trek Factory Racing |    | m.t             |
| 5  | Paul Martens      | Allemagne | Belkin              |    | m.t             |
| 6  | Lloyd Mondory     | France    | AG2R La Mondiale    |    | m.t             |
| 7  | Philippe Gilbert  | Belgique  | BMC Racing          |    | m.t             |
| 8  | Vicente Reynés    | Espagne   | IAM                 |    | m.t             |
| 9  | Kristian Sbaragli | Italie    | MTN-Qhubeka         |    | m.t             |
| 10 | Roberto Ferrari   | Italie    | Lampre-Merida       |    | m.t             |

### Points attribués
|   | Cycliste       | Pays      | Équipe                  | Points |
| - | -------------- | --------- | ----------------------- | ------ |
| 1 | Pim Ligthart   | Pays-Bas  | Lotto-Belisol           | 4      |
| 2 | Tony Martin    | Allemagne | Omega Pharma-Quick Step | 2      |
| 3 | Nacer Bouhanni | France    | FDJ.fr                  | 1      |

|   | Cycliste           | Pays        | Équipe        | Points |
| - | ------------------ | ----------- | ------------- | ------ |
| 1 | Pim Ligthart       | Pays-Bas    | Lotto-Belisol | 4      |
| 2 | Christopher Froome | Royaume-Uni | Sky           | 2      |
| 3 | Christian Knees    | Allemagne   | Sky           | 1      |

|    | Cycliste           | Pays        | Équipe                  | Points |
| -- | ------------------ | ----------- | ----------------------- | ------ |
| 1  | John Degenkolb     | Allemagne   | Giant-Shimano           | 25     |
| 2  | Nacer Bouhanni     | France      | FDJ.fr                  | 20     |
| 3  | Moreno Hofland     | Pays-Bas    | Belkin                  | 16     |
| 4  | Jasper Stuyven     | Belgique    | Trek Factory Racing     | 14     |
| 5  | Paul Martens       | Allemagne   | Belkin                  | 12     |
| 6  | Lloyd Mondory      | France      | AG2R La Mondiale        | 10     |
| 7  | Philippe Gilbert   | Belgique    | BMC Racing              | 9      |
| 8  | Vicente Reynés     | Espagne     | IAM                     | 8      |
| 9  | Kristian Sbaragli  | Italie      | MTN-Qhubeka             | 7      |
| 10 | Roberto Ferrari    | Italie      | Lampre-Merida           | 6      |
| 11 | Michael Matthews   | Australie   | Orica-GreenEDGE         | 5      |
| 12 | Jens Debusschere   | Belgique    | Lotto-Belisol           | 4      |
| 13 | Yauheni Hutarovich | Biélorussie | AG2R La Mondiale        | 3      |
| 14 | Romain Hardy       | France      | Cofidis                 | 2      |
| 15 | Christopher Froome | Royaume-Uni | Sky                     | 1      |
| 16 | Wout Poels         | Pays-Bas    | Omega Pharma-Quick Step | -5     |

### Cols et côtes
| - Ascension de Puerto El Saltillo, 3e catégorie (km 164,8) \| \| Cycliste \| Pays \| Équipe \| Points \| \| - \| --------------- \| ------- \| ---------------------- \| ------ \| \| 1 \| Amets Txurruka \| Espagne \| Caja Rural-Seguros RGA \| 3 \| \| 2 \| Sergio Pardilla \| Espagne \| MTN-Qhubeka \| 2 \| \| 3 \| Lluís Mas \| Espagne \| Caja Rural-Seguros RGA \| 1 \| |                 |         |                        |        |
| | Cycliste        | Pays    | Équipe                 | Points |
| 1 | Amets Txurruka  | Espagne | Caja Rural-Seguros RGA | 3      |
| 2 | Sergio Pardilla | Espagne | MTN-Qhubeka            | 2      |
| 3 | Lluís Mas       | Espagne | Caja Rural-Seguros RGA | 1      |

## Classements à l'issue de l'étape

### Classement général
|    | Cycliste           | Pays      | Équipe                  |    | Temps            |
| -- | ------------------ | --------- | ----------------------- | -- | ---------------- |
| 1  | Michael Matthews   | Australie | Orica-GreenEDGE         | en | 18 h 12 min 31 s |
| 2  | Nairo Quintana     | Colombie  | Movistar                | +  | 13 s             |
| 3  | Alejandro Valverde | Espagne   | Movistar                |    | 20 s             |
| 4  | Rigoberto Urán     | Colombie  | Omega Pharma-Quick Step |    | 24 s             |
| 5  | Damiano Caruso     | Italie    | Cannondale              |    | 26 s             |
| 6  | Esteban Chaves     | Colombie  | Orica-GreenEDGE         |    | 26 s             |
| 7  | Haimar Zubeldia    | Espagne   | Trek Factory Racing     |    | 29 s             |
| 8  | Wilco Kelderman    | Pays-Bas  | Belkin                  |    | 32 s             |
| 9  | Alberto Contador   | Espagne   | Tinkoff-Saxo            |    | 32 s             |
| 10 | Robert Gesink      | Pays-Bas  | Belkin                  |    | 32 s             |

### Classement par points
|   | Cycliste         | Pays      | Équipe          | Points |
| - | ---------------- | --------- | --------------- | ------ |
| 1 | John Degenkolb   | Allemagne | Giant-Shimano   | 70     |
| 2 | Nacer Bouhanni   | France    | FDJ.fr          | 54     |
| 3 | Michael Matthews | Australie | Orica-GreenEDGE | 50     |

### Classement du meilleur grimpeur
|   | Cycliste       | Pays    | Équipe                 | Points |
| - | -------------- | ------- | ---------------------- | ------ |
| 1 | Lluís Mas      | Espagne | Caja Rural-Seguros RGA | 10     |
| 2 | Jérôme Cousin  | France  | Europcar               | 9      |
| 3 | Amets Txurruka | Espagne | Caja Rural-Seguros RGA | 6      |

### Classement du combiné
|   | Cycliste          | Pays    | Équipe        | Points |
| - | ----------------- | ------- | ------------- | ------ |
| 1 | Sergio Pardilla   | Espagne | MTN-Qhubeka   | 72     |
| 2 | Valerio Conti     | Italie  | Lampre-Merida | 72     |
| 3 | Kristian Sbaragli | Italie  | MTN-Qhubeka   | 89     |

### Classements par équipes
|   | Équipe     | Pays       |    | Temps           |
| - | ---------- | ---------- | -- | --------------- |
| 1 | Belkin     | Pays-Bas   | en | 54 h 9 min 55 s |
| 2 | BMC Racing | États-Unis | +  | 14 s            |
| 3 | Katusha    | Russie     |    | 36 s            |

## Abandon
Aucun.